# Edoardo Aldo Cerrato
Edoardo Aldo Cerrato, C.O. (* 13. října 1949 Asti) je italský římskokatolický duchovní, oratorián a emeritní biskup Ivrei.

## Život
Narodil se 13. října 1949 v Asti.
Studoval klasická studia na Turínské univerzitě. Následně vstoupil do kongregace Oratoriánů v Bielle a věnoval se studiu teologie. Dne 28. června 1975 byl biskupem Vittoriem Piolou vysvěcen na kněze. Vyučoval latinu a italskou literaturu na lyceích. Byl profesorem patristiky v kněžském semináři. Jako oratorián se věnoval pastoraci mládeže.
V letech 1984–2005 byl představeným oratoriánů v Bielle a do roku 2009 oratoriánů v Římě. V rámci kongregace zastával funkci generálního prokurátora. Dne 28. července 2012 jej papež Benedikt XVI. jmenoval biskupem Ivrei. Biskupské svěcení přijal 8. září z rukou kardinála Tarcisia Bertone a spolusvětiteli byli arcibiskup Arrigo Miglio a arcibiskup Adriano Bernardini.
Dne 16. prosince 2024 přijal papež František jeho rezignaci z důvodu dosažení kanonického věku 75 let.